# 石川太刀雄
石川 太刀雄（いしかわ たちお、1908年3月29日 - 1973年10月19日）は、医師、病理学者。父は同じく医学博士の石川日出鶴丸。別名「石川 太刀雄丸」（いしかわ たちおまる）、「石川 大刀雄」いしかわ たちお）。

## 経歴
1908年、石川日出鶴丸の息子・太刀雄丸として富山県射水郡下村で誕生。本人の弁によると、自分としては太刀雄であるが戸籍係の間違いで丸の字がついたのだ、といわれている。第四高等学校 (旧制)を経て、1931年、京都帝国大学医学部を卒業。
卒業後は、同大医学部講師に就任。1938年、医学博士の学位を取得した。京都帝国大学の病理学者清野謙次の勧めで、大日本帝国陸軍技師として満州国にわたった。平房の関東軍防疫給水部本部（731部隊）第一部第六課で病理研究に従事。この際に流行性出血熱を発見しており、731部隊の研究の一端を担う。1940年秋、731部隊の開発した細菌兵器によって吉林省農安県で流行したとみられるペスト患者の遺体57体を解剖し、1944年に論文「炎症（殊にペスト）に関する研究」をまとめた。1943年7月、日本内地に帰国するが、その際に57体分のペスト解剖例を持ち帰った。
同1943年9月、旧制金沢医科大学（現金沢大学）教授に就任。直後に上京し軍部と接触、金沢医大に軍陣学を開講するための仲介役を果たした。太平洋戦争後の1947年、隠し持っていた大量の病理標本を金沢医科大学でGHQに押収されたといわれる。これらの標本は、石川によるデータの解説（石川レポート）とともに、アメリカ合衆国ユタ州のダグウェイ実験場に保管されている。
1950年11月、日本ブラッドバンク（1964年ミドリ十字に改称）設立に参加し、株主となった。1951年、内臓体壁反射の研究開始と同時に皮電計開発。1957年、代田文誌らと共に金東会・鍼灸皮電研究会を設立する。1968年、金沢大学がん研究所長に就任。1973年3月、金沢大学を定年退官。同年10月、入院中に吐血し65歳で死去。

## 受賞・栄典
- 1973年：北國文化賞を受賞[1]。

## 研究内容・業績
- 専門は病理学。
- 酸化還元電位や原子爆弾症に関する研究、神経系分化や成熟神経系の研究、自律神経系および脊髄神経節の病態生理と化学的感受体系の求心神経支配に関する研究などを行った[1]。
- 鍼灸においては、内臓体壁反射を提唱した。

## 家族・親族
- 父：石川日出鶴丸も医師。三重県立医学専門学校校長を務め、戦後GHQが医療改革で鍼灸を廃止しようとした際にはその継続に尽力した。

## 石川太刀雄に関する参考文献
- 飯島宗一「原爆と日本の医学」 (PDF) 『15年戦争と日本の医学医療研究会会誌』2001年5月、15年戦争と日本の医学・医療研究会
- 古畑徹「七三一部隊長・石井四郎の日本文化講義 : 金沢大学医学部所蔵金沢医科大学資料から」『北陸史学』第51巻、北陸史学会、2002年、80-81頁、ISSN 0386-8885、NAID 120000809025。